# Vanvillé
Vanvillé – miejscowość i gmina we Francji, w regionie Île-de-France, w departamencie Sekwana i Marna.
Według danych na rok 1990 gminę zamieszkiwało 138 osób, a gęstość zaludnienia wynosiła 18 osób/km² (wśród 1287 gmin regionu Île-de-France Vanvillé plasuje się na 1036. miejscu pod względem liczby ludności, natomiast pod względem powierzchni na miejscu 508.).